# Hide (unitat)
El hide, de vegades anomenat carucate, era una unitat de mesura de superfície que es va utilitzar a l'Anglaterra medieval (segles vi–xvi). El hide es va definir en relació amb el rendiment productiu i el potencial fiscal d'una terra, en lloc de les seves dimensions exactes. Això dona aproximadament una superfície de 24 a 49 hectàrees, depenent de la fertilitat de la terra (60 a 120 acres antics).
El hide era la superfície de terra considerada com necessària per a subvenir a les necessitats alimentàries anuals d'una llar, una vegada conreada. Cinc hides havien de proveir un soldat armat en els períodes de guerra.
Deu hides formaven un tithing, deu tithing formaven un hundred (o centenar), i els hundreds eren agrupats per formar un comtat (shire).